# 小行星1089
小行星1089（1089 Tama）于1927年11月17日由东京帝国大学天文台（今东京天文台）发现。
該小行星以天文台附近的河流多摩川命名。

## 卫星
2004年，小行星1089被发现有一颗直径约9km的卫星，命名为“S/2003 (1089) 1”。此发现基于2003年12月24日至2004年1月5日的光度观测，这个结果随后发表于1月24日。卫星距主星约20km，公转周期0.6852±0.0002天。